# توماسبرگ
توماسبرگ (به آلمانی: Thomasberg) یک منطقهٔ مسکونی در اتریش است که در ناحیه نوین‌کیرشن واقع شده‌است. توماسبرگ ۱٬۲۳۹ نفر جمعیت دارد.